# Liste de bâtards
Les listes ci-dessous présentent des bâtards célèbres, c'est-à-dire des enfants nés hors mariage ou sans filiation légitime.

## Bâtards royaux
Les plus connus sont les bâtards royaux, issus le plus généralement de l'union d'un roi avec sa maîtresse, reconnus une fois qu'ils ont survécu à l'enfance.

### VIIesiècle
- Charles Martel (688-741), fils de Pépin de Herstal et d'Alpaïde.

### VIIIesiècle
- Mauregat des Asturies (+788), roi des Asturies (783-788), fils du roi Alphonse Ier.

### IXesiècle
- Arnulf de Carinthie (v.850-899), roi de Germanie (887-899) et empereur d'Occident (896-899), fils du roi Carloman de Bavière.
- Zwentibold (871-900), roi de Lotharingie (895-900), fils d'Arnulf de Carinthie, roi de Germanie.

### Xesiècle
- Håkon Ier de Norvège (v.915-961), roi de Norvège (936-961), fils du roi Harald Ier.
- Bermude II de León (953-999), roi des Asturies et de Leon (982-999), fils du roi Ordono III.
- Eudes de Beaune (975-1005), vicomte de Beaune, fils de Henri Ier de Bourgogne.
- Judicaël de Nantes (979-1004), comte de Nantes, fils de Hoël Ier de Bretagne.
- Roricon (+976), évêque de Laon, fils du roi de France Charles III le Simple.
- Hoël Ier de Bretagne (?-981), duc de Bretagne, fils d’Alain Barbetorte.
- Guérech de Bretagne (?-988), duc de Bretagne, fils d’Alain Barbetorte.

### XIesiècle
- Ramire Ier d'Aragon (1006-1063), roi d'Aragon, fils de Sanche III de Navarre et de Sancha d'Aibar.
- Harold Ier d'Angleterre (1015-1040), roi d'Angleterre (1035-1040), fils du roi Knut le Grand.
- Sven Knutsson (1016-1036), roi de Norvège (1035-1036), fils du roi Knut le Grand.
- Magnus Ier de Norvège (1024-1047), roi de Norvège (1036-1047) et de Danemark (1042-1047), fils du roi Olaf II de Norvège.
- Guillaume le Conquérant (1027-1087), duc de Normandie (1035-1087) et roi d'Angleterre (1066-1087), fils du duc Robert Ier de Normandie.
- Olaf III (1030-1093), roi de Norvège (1069-1093), fils du roi Harald III.
- Sanche de Uncastillo (1038-1084), seigneur d'Uncastillo, fils de García IV de Navarre.
- Magnus II (1049-1069), roi de Norvège (1066-1069), fils du roi Harald III.
- Sviatopolk II Michel (1050-1113), grand-prince de Russie et de Kiev (1093-1113), fils du grand-prince Iziaslav Ier Dimitri.
- Magnus III (1073-1103), roi de Norvège (1093-1103), fils du roi Olaf III.
- Elvire de Castille (1080-1151), comtesse de Toulouse, fille d’Alphonse VI de Castille et Léon et de Jimena Muñoz.
- Thérèse de León (1080-1130), comtesse de Portugal, fille d’Alphonse VI de Castille et Léon et de Jimena Muñoz.
- Robert de Gloucester (1090-1147), fils d'Henri Ier d'Angleterre.
- Brian FitzCount (1090-1149), seigneur de Wallingford, fils d'Alain IV de Bretagne.
- Eric II (1090-1137), roi de Danemark (1134-1137), fils du roi Eric Ier.
- Sibylle de Normandie (1092-1122), reine d'Écosse, fille d'Henri Ier d'Angleterre et de Sybille Corbet.
- Gauzlin (+1030), archevêque de Bourges, fils du roi de France Hugues Capet.
- Bouchard de Bourgogne (+1030), archevêque de Lyon, fils du roi Conrad de Bourgogne-Provence.
- Geoffroy Grenonat (?-1084), comte de Rennes, fils d’Alain III de Bretagne.

### XIIesiècle
- Malcolm MacHeth (v.1105-1168), comte de Ross, fils du roi Alexandre Ier d'Écosse.
- Isabelle de France (1105-1175), fille du roi Louis VI et de Marie de Breuillet.
- Réginald de Dunstanville (1110-1175), comte de Cornouailles, fils d'Henri Ier d'Angleterre et de Sybille Corbet.
- Hamelin d'Anjou (1130-1202), comte de Surrey et de Warenne, fils de Geoffroy V d'Anjou.
- Urraca de Castille (1133-1189), reine de Navarre, fille d'Alphonse VII de Léon et de Castille.
- Guillaume de Longue-Épée (1152-1225), comte de Salisbury, fils du roi d'Angleterre Henri II Plantagenêt.
- Geoffroy (1152-1212), archevêque d'York, fils du roi d'Angleterre Henri II Plantagenêt.
- Philippe de Cognac (1180-1201), fils de Richard Cœur de Lion.
- Richard FitzRoy (1190-1246), baron de Chilham, fils de Jean sans Terre et d'Adela de Warenne.
- Jeanne d'Angleterre (1191-1237), princesse de Galles, fille de Jean sans Terre.
- Mathilde FitzRoy (?-1128), duchesse de Bretagne, fille d'Henri Ier d'Angleterre.
- Maud de Montivilliers, abbesse de Montivilliers, fille d'Henri Ier d'Angleterre.

### XIIIesiècle
- Knud Valdemarsen (1205-1260), duc d'Estonie, fils du roi Valdemar II de Danemark.
- Pierre Charlot (1209-1249), évêque de Noyon, fils du roi de France Philippe II.
- David V (v.1212-1269), roi de Géorgie (1250-1269), fils du roi Georges IV.
- Enzio de Hohenstaufen (v.1216-1272), roi de Sardaigne (1237-1249), fils de l'empereur Frédéric II de Hohenstaufen et d'Adélaïde d'Urslingen.
- Frédéric d'Antioche (1223-1256), podestat de Florence, fils de l'empereur Frédéric II de Hohenstaufen et de Marie d'Antioche.
- Richard de Hohenstaufen (1225-1249), comte de Chieti, fils de l'empereur Frédéric II de Hohenstaufen.
- Constance de Hohenstaufen (1230-1307), impératrice de Nicée, fille de l'empereur Frédéric II de Hohenstaufen et de Bianca Lancia.
- Manfred Ier de Sicile (1233-1266), roi de Sicile (1258-1266), fils de l'empereur Frédéric II de Hohenstaufen et de Bianca Lancia.
- Béatrice de Castille (1242-1303), reine de Portugal, fille d'Alphonse X de Castille et de Maria de Guzman.
- Afonso Sanches (1286-1329), comte d'Albuquerque, fils du roi Denis Ier de Portugal.
- Pierre de Portugal (1287-1354), comte de Barcellos, fils du roi Denis Ier de Portugal.
- Alphonse Frédéric d'Aragon (1294-1339), comte de Malte, fils de Frédéric II de Sicile et de Sybille Sormella.
- Niels Ier de Halland (+v.1218), comte de Halland, fils du roi Valdemar II de Danemark.

### XIVesiècle
- Robert Bruce (1300-1332), seigneur de Liddesdale, fils de Robert Ier d'Écosse.
- Adam FitzRoy (1303/1310-1322), fils d'Édouard II d'Angleterre.
- Irène Paléologue (1315-1341), impératrice de Trébizonde, fille d'Andronic III de Trébizonde.
- Humbert de Savoie (1318-1374), seigneur d'Arvillars, fils du comte Aymon de Savoie.
- Thomas de La Marche (1318-1361), fils de Philippe VI de France et de Béatrice de la Berruère.
- Nicolas de Luxembourg (1322-1358), patriarche d'Aquilée, fils du roi Jean Ier de Bohême.
- Manuel II de Trébizonde (v.1323-1333), empereur de Trébizonde (1322), fils de l'empereur Andronic III de Trébizonde.
- Fregnano della Scala (1330-1354), fils de Mastino II della Scala.
- Henri II de Castille (1334-1379), roi de Castille et de Léon (1369-1379), fils du roi Alphonse XI de Castille.
- Bertucat d'Albret (vers 1335-1383), routier, fils de Bernard Ezi V d'Albret ou de Bérard II de Vayres.
- Ambrogio Visconti (1343-1373), fils de Barnabé Visconti et de Beltramola Grassi.
- Roger Clarendon (1350-1402), fils d'Édouard de Woodstock et d'Édith de Willesford.
- Guglielmo della Scala (1350-1404), fils de Cangrande II della Scala.
- Constance de Castille (1354-1394), duchesse de Lancastre, fille de Pierre Ier de Castille et de Marie de Padilla.
- Isabelle de Castille (1355-1392), duchesse d'York, fille de Pierre Ier de Castille et de Marie de Padilla.
- Jean Ier de Portugal (1358-1433), roi de Portugal (1385-1433), fils du roi Pierre Ier de Portugal et de Thérèse Lourenço.
- Bartolomeo II della Scala (1358-1381), seigneur de Vérone, fils de Cansignorio della Scala.
- Oudard d'Attainville (1360-1415), fils de Charles V de France et de Biette de Casinel.
- John de Southeray (1364-1383), fils d'Édouard III d'Angleterre et d'Alice Perrers.
- Antonio della Scala (1364-1388), seigneur de Vérone, fils de Cansignorio della Scala.
- Alexandre Stuart (1375-1435), comte de Marr et de Garioch, fils du prince Alexandre d'Écosse, comte de Buchan.
- Alphonse Ier de Bragance (1377-1461), duc de Bragance, fils du roi Jean Ier de Portugal et d'Agnès Pires.
- Étienne-Ostoïa (v.1378-1418), roi de Bosnie (1398-1404 et 1409-1418), fils du roi Étienne-Tvrtko Ier.
- Lionel de Navarre-Cortez (1378-1413), vicomte de Murazabal, fils du roi Charles III de Navarre.
- Humbert de Savoie (v.1379-1443), comte de Romont, fils du comte Amédée VII de Savoie.
- Béatrice de Portugal (1380-1439), comtesse d'Arundel, fille de Jean Ier du Portugal et d'Agnès Pires.
- Étienne-Tvrtko II (v.1382-1443), roi de Bosnie (1404-1409 et 1421-1433 et 1435-1443), fils du roi Étienne-Tvrtko Ier.
- Lancelot de Navarre (1386-1420), évêque de Pampelune, fils du roi Charles III de Navarre.
- Willem de Bavière-Schagen (1387-1473), fils d'Albert Ier de Hainaut et de Maria van Bronckhorst.
- Louis de Savoie-Raconis (1390-1459), seigneur de Racconigi-e-Pancalieri, fils de Louis de Savoie, prince du Piémont.
- Johannes Grünwalder (1393-1452), évêque de Freissing, fils du duc Jean II de Bavière-Munich.
- Willem van Wachtendonk (1394-1439), fils de Renaud IV de Gueldre et de Maria van Brakel.
- Albert Ier de Schenkenberg (+1304), comte de Schenkenberg, fils de Rodolphe Ier de Habsbourg.
- Étienne III Ouroch (+1331), roi de Serbie (1309-1321), fils du roi Étienne II Ouroch.
- Étienne-Dabisa (+1395), roi de Bosnie (1391-1395).
- Louis d'Orléans (+1397), évêque de Beauvais, fils de Philippe d'Orléans.
- Vlad Ier l'Usurpateur (+1397), prince de Valachie (1394-1397), fils du prince Dan Ier.
- Jean de Moosburg (+1409), évêque de Ratisbonne, fils du duc Étienne III de Bavière-Ingolstadt.

### XVesiècle
- Fadrique d'Aragon (v.1400-1418), comte de Luna et de Ejerica, fils du roi Martin II de Sicile.
- Jean de Luxembourg (1400-1466), seigneur d'Haubourdin, fils de Waléran III de Luxembourg-Ligny et d’Agnès de Brie.
- Jean de Dunois (1402-1468), comte de Dunois et de Longueville, fils de Louis Ier d'Orléans.
- Jean de Bourgogne (1404/1418-1479), évêque de Cambrai, fils du duc de Bourgogne Jean sans Peur.
- Marguerite de Valois (1407-1458), fille du roi de France Charles VI et d'Odette de Champdivers.
- Lionel d'Este (1407-1450), marquis de Ferrare, fils de Nicolas III d'Este et de Stella de' Tolomei.
- Étienne II (1410-1447), prince de Moldavie (1433-1447), fils du prince Alexandre Ier.
- Radivoj de Komothyn (v.1410-1463), prince de Vranduk, fils du roi Étienne-Ostoja de Bosnie.
- Étienne-Thomas, dit "Étienne-Ostojic" (v.1412-1461), roi de Bosnie (1443-1461), fils du roi Étienne-Ostoja.
- Jean de Bourbon (1413-1485), évêque du Puy-en-Velay, fils du duc Jean Ier de Bourbon.
- Alexandre de Bourbon (mort en 1440), militaire, fils du duc Jean Ier de Bourbon.
- Borso d'Este (1413-1471), duc de Ferrare, fils de Nicolas III d'Este et de Stella de' Tolomei.
- Alphonse d'Aragon y de Escobar (es) (1417-1495), duc de Villahermosa, fils du roi Jean II d'Aragon.
- Sigismond Malatesta (1417-1468), seigneur de Rimini, fils de Pandolfo III Malatesta et d'Antonia de Barignano.
- Antoine de Bourgogne (1421-1504), seigneur de Beveren, fils du duc de Bourgogne Philippe le Bon.
- Petru Aron (1422-1469), prince de Moldavie (1451-1452 et 1454-1455 et 1455-1457), fils du prince Alexandre Ier.
- Ferdinand Ier de Naples (1423-1494), roi de Naples, fils d'Alphonse V d'Aragon et de Gueraldona Carlino.
- Blanche Marie Visconti (1425-1468), duchesse de Milan, fille de Philippe Marie Visconti et d'Agnès du Maine.
- Charles de Médicis (1428-1492), ecclésiastique, fils de Cosme de Médicis.
- Polyxène Sforza (1428-1449), dame de Rimini, fille de Francesco Sforza et de Giovanna Acquapente.
- Jean d'Aragon I (es) (1429-1475), archevêque de Saragosse, fils du roi Jean II d'Aragon.
- Alphonse de Portugal (1440-1522), évêque d'Evora, fils d'Alphonse de Bragance, marquis de Valença et comte d'Ourem.
- Marie de Valois (1444-1473), comtesse de Taillebourg, fille de Charles VII et d'Agnès Sorel.
- Baudouin de Bourgogne (1446-1508), seigneur de Fallais, fils de Philippe le Bon et de Catherine de Thieffries.
- Charlotte de Valois (1446-1477), comtesse de Maulévrier, fille de Charles VII et d'Agnès Sorel.
- Jeanne de Valois (1448-1467), fille de Charles VII et d'Agnès Sorel.
- Jeanne de Valois (1447-1519), fille de Louis XI et de Félizé Regnard ou de Marguerite de Sassenage.
- Marie de Valois (1450-1470), dame de Saint-Valliers, fille de Louis XI de France et de Marguerite de Sassenage.
- Louis de Bourbon-Roussillon (1450-1487), comte de Roussillon-en-Dauphiné, fils du duc Charles Ier de Bourbon.
- Franceschetto Cybo (1450-1519), duc de Spolète, fils d'Innocent VIII.
- Arrigo d'Aragon (1451-1478), marquis de Gerace, fils du roi Ferdinand Ier de Naples.
- Alphonse d'Aragon (1455-1513), archevêque de Tarragone, fils d'Alphonse d'Aragon, duc de Villahermosa.
- Jacques de Bourbon (1455-1524), baron de Ligni, fils de Jean II de Bourbon, comte de Vendôme.
- Philippe de Navarre (1456-1488), archevêque de Palerme, fils du prince Charles de Navarre (don Carlos), prince de Viane.
- Jean d'Aragon (1457-1528), duc de Luna, fils d'Alphonse d'Aragon, duc de Villahermosa.
- Jean-Alonso de Navarre (1459-1529), évêque de Huesca, fils du prince Charles de Navarre (don Carlos), prince de Viane.
- Charles de Bourbon (1460-1504), évêque de Clermont, fils de Renaud de Bourbon, archevêque de Narbonne.
- Jean de Calabre (cité 1460 - 1505), dit le Bâtard de Calabre, comte de Briey, fils de Jean II duc de Lorraine .
- Arthur Plantagenêt (1461/1475-1542), vicomte de Lisle, fils d'Édouard IV d'Angleterre.
- Mathieu de Bourbon (1462-1505), baron de La Roche-en-Renier, seigneur de Bouthéon, fils du duc Jean II de Bourbon.
- François Ier d'Avaugour (1462-1510), comte de Vertus et de Goëllo, baron d'Avaugour, fils du duc François II de Bretagne.
- Catherine Sforza (1463-1509), comtesse de Forlì, fille de Galéas Marie Sforza et de Lucrèce Landriani.
- Pierre de Bourbon-Busset (1464-1529), baron de Busset, fils de Louis de Bourbon, prince-évêque de Liège.
- John de Gloucester (1467-1491), fils de Richard III d'Angleterre.
- René de Savoie (1468-1525), comte de Villars-en-Bresse et de Tende, fils du duc Philippe II de Savoie.
- Pedro Luis de Borja (1468-1488), duc de Gandie, fils du pape Alexandre VI.
- Alphonse d'Aragon (1470-1520), archevêque de Saragosse, fils du "roi Catholique" Ferdinand II d'Aragon.
- Charles de Bourbon-Lavedan (1470-1502), baron de Malause et de Chaudes-Aigues, fils du duc Jean II de Bourbon.
- Jean Corvin (1473-1504), ban de Croatie, fils de Matthias Corvin et de Barbara Edelpeck.
- Giovanni Borgia (1474-1497), duc de Gandie, fils du pape Alexandre VI et de Vannozza Cattanei.
- César Borgia (1475-1507), duc de Valentinois, fils du pape Alexandre VI et de Vannozza Cattanei.
- Sancie d'Aragon (1478-1506), princesse de Squillace, fille d'Alphonse II de Naples et de Trogia Gazzela.
- Lucrèce Borgia (1480-1519), duchesse de Ferrare, fille du pape Alexandre VI et de Vannozza Cattanei.
- François Ier Louis de Portugal (1480-1549), comte de Vimioso, fils d'Alphonse de Portugal, évêque d'Evora.
- Alphonse d'Aragon (1481-1500), prince de Salerne et duc de Biscaglia, fils du roi Alphonse II de Naples.
- Geoffroi Borgia (1481-1517), prince de Squillace, fils du pape Alexandre VI et de Vannozza Cattanei.
- Georges de Portugal (1481-1550), duc de Coïmbra, fils du roi Jean II de Portugal.
- Felice della Rovere (1483-1536), fille du pape Jules II.
- Alphonse de Portugal (v.1484-1504), duc de Viseu, fils de l'infant Diégo de Portugal, duc de Viseu et de Béja.
- Martin de Portugal (1485-1547), archevêque de Funchal, fils d'Alphonse de Portugal, évêque d'Evora.
- Michel Bucy (v.1486-1511), archevêque de Bourges, fils du roi Louis XII de France.
- Pierre IV (1487-1546), prince de Moldavie (1527-1539 et 1541-1546), fils du prince Étienne III.
- Alexandre Stuart (v.1493-1513), archevêque de Saint-Andrew, fils du roi Jacques IV d'Écosse.
- Jacques Stuart (v.1499-1544), comte de Moray, fils du roi Jacques IV d'Écosse.
- Alexandre IV (1499-1568), prince de Moldavie (1552-1561 et 1564-1568), fils du prince Bogdan III.
- Jean-Manuel de Portugal (+1476), évêque de Ceuta et de Guarda, fils du roi Edouard Ier de Portugal.
- Renaud de Bourbon (+1482), archevêque de Narbonne, fils du duc Charles Ier de Bourbon.
- Louis d'Anjou-Mézières (+1489), baron de Mézières, fils de Charles IV du Maine.
- Antoinette de Savoie (?-1500), dame de Monaco, fille de Philippe II de Savoie et de Libera Portoneri.
- César d'Aragon (+1501), marquis de Santa-Agata, fils du roi Ferdinand Ier de Naples.
- Hector de Bourbon (+1502), archevêque de Toulouse, fils du duc Jean II de Bourbon.
- Jean de Vaudémont (?-1509), seigneur de Damvillers, fils d'Antoine de Vaudémont.
- Louis de Bourbon (+1510), évêque d'Avranches, fils de Jean II de Bourbon, comte de Vendôme.
- Jean de Savoie (+1522), évêque de Genève, fils du prince François de Savoie, évêque de Genève.
- Charles d'Alençon (+1525), baron de Cany, fils du duc René d'Alençon.
- Radu V (+1529), prince de Valachie (1522-1523 et 1524 et 1524-1525 et 1525-1529), fils du prince Radu IV.

### XVIesiècle
- Jane Stuart (1502-1562), lady Fleming, fille de Jacques IV d'Écosse et d'Isabelle Stewart.
- Pierre-Louis Farnèse (1503-1547), duc de Parme, fils de Paul III et de Silvia Ruffini.
- Georges d'Autriche (1504-1557), prince-évêque de Liège, fils de Maximilien Ier du Saint-Empire.
- Étienne IV (1506-1527), prince de Moldavie (1517-1527), fils du prince Bogdan III.
- Alexandre de Médicis (1510-1537), duc de Florence, fils de Laurent II de Médicis.
- Hippolyte de Médicis (1511-1535), cardinal, fils de Julien de Médicis et de Pacifica Brandani.
- Louis de Saint-Gelais (1513-1589), baron de La Motte-Saint-Héray, fils de François Ier de France et de Jacquette de Lanssac.
- Léopold d'Autriche (1515-1557), évêque de Cordoue, fils de Maximilien Ier du Saint-Empire.
- Henry Fitzroy (1519-1536), duc de Somerset, fils du roi Henri VIII d'Angleterre.
- Édouard de Portugal (1521-1543), archevêque de Braga et d'Evora, fils du roi Jean III de Portugal.
- Marguerite de Parme (1522–1586), fille de Charles Quint et gouverneure des Pays-Bas.
- Alphonse d'Este (1527-1587), marquis de Montecchio, fils du duc Alphonse Ier d'Este et de Laura Dianti.
- Jacques Stuart (v.1529-1558), abbé de Kelso et de Melrose, fils du roi Jacques V d'Écosse.
- Alphonse d'Este (1530-1547), marquis de Castelnuovo, fils du duc Alphonse Ier de Ferrare, duc de Modène.
- Antoine de Portugal (1531-1595), roi de Portugal (1580), fils de l'infant Louis de Portugal, duc de Béja.
- James Stuart (v.1531-1569), comte de Moray, fils du roi Jacques V d'Écosse.
- Robert Stuart (1533-1591), comte d'Orkney, fils du roi Jacques V d'Écosse.
- Giulia de Médicis (1535-1588), duchesse de Popoli, fille d'Alexandre de Médicis et de Taddea Malaspina.
- Porzia de Médicis (1538-1565), abbesse de de San Clemente, fille d'Alexandre de Médicis.
- Diane de France (1538-1619), duchesse d'Angoulême, fille du roi Henri II de France.
- Juan d'Autriche (1545-1578) fils de Charles Quint, chef de la flotte chrétienne lors de la bataille de Lépante en 1571 face aux Turcs.
- Giacomo Boncompagni (1548-1612), duc de Sora, fils de Grégoire XIII et de Maddalena Fulchini.
- Henri d'Angoulême (1551-1586), fils du roi Henri II de France et de Jane Stuart.
- Charles de Bourbon (1554-1610), archevêque de Rouen, fils d'Antoine de Bourbon, duc de Vendôme.
- Maximilien d'Autriche (1555-1614), archevêque de Saint-Jacques-de-Compostelle, fils de Léopold d'Autriche, évêque de Cordoue.
- Sofia Johansdotter Gyllenhielm (1556/1559-1583), fille de Jean III de Suède et de Katarina Hansdotter.
- Henri de Saint-Rémi (1557-1621), baron de Fontette, fils du roi Henri II de France.
- Rostom Ier (1567-1658), roi de Karthlie (1633-1658), fils du roi David IX.
- Jean de Médicis (1567-1621), fils de Cosme Ier de Médicis et d'Éléonore d'Albizzi.
- Alessandro d'Este (1568-1624), cardinal, fils d'Alphonse d'Este.
- Virginia de Médicis (1568-1615), duchesse de Modène, fille de Cosme Ier de Toscane et de Camilla Martelli.
- Manuel de Portugal (1568-1638), prince de Portugal, fils du roi Antoine de Portugal.
- Charles d'Angoulême (1573-1650), duc d'Angoulême, fils légitimé du roi Charles IX de France et Marie Touchet.
- Louis de Guise (1588-1631), baron d'Ancerville, fils de Louis de Lorraine et d'Aymerie de Laischeraine.
- Caroline d’Autriche (1591-1662), comtesse de Cantecroy, fille de Rodolphe II du Saint-Empire et d’Euphémie de Rosenthal.
- César de Vendôme (1594-1665), duc de Vendôme, fils légitimé d'Henri IV, roi de France, et de Gabrielle d'Estrées.
- Catherine-Henriette de Bourbon (1596-1663), duchesse d'Elbeuf, fille légitimée d'Henri IV, roi de France, et de Gabrielle d'Estrées.
- Alexandre de Vendôme (1598-1629), fils légitimé d'Henri IV, roi de France, et de Gabrielle d'Estrées.
- Octave Farnèse (1598-1643), fils de Ranuce Ier Farnèse et de Briseis Ceretoli.
- Jean III (+1574), prince de Moldavie (1572-1574), fils du prince Étienne IV.
- Iancu-Sasul (+1582), prince de Moldavie (1579-1582), fils du prince Pierre IV.
- Pierre V (+1592), prince de Moldavie (1592), fils du prince Alexandre IV.
- Aron Ier (+1597), prince de Moldavie (1592-1595), fils du prince Alexandre IV.
- Amédée de Savoie (+1610), marquis de Peveragno-e-Boves, fils du duc Emmanuel-Philibert de Savoie.
- Wilhelm von Bayern (+1657), baron Höllinghofen, fils du prince Ernest de Bavière, prince-évêque de Liège.

### XVIIesiècle
- Emmanuel de Savoie (1600-1652), marquis d'Adorno-e-Valle, fils du duc Charles-Emmanuel Ier de Savoie.
- Charles-Albert de Savoie (1601-1663), marquis de Mulazzano et comte de Gonzole, fils du duc Charles-Emmanuel Ier de Savoie.
- Henri de Bourbon-Verneuil (1601-1682), duc de Verneuil, fils d'Henri IV, roi de France et de Catherine-Henriette de Balzac d'Entragues.
- Willem de Nassau-LaLecq (1601-1627), seigneur de LaLecq, fils de Maurice de Nassau et de Margaretha van Mechelen.
- Louis de Nassau-Beverweerd (1602-1665), seigneur de Bewerweed, fils de Maurice de Nassau et de Margaretha van Mechelen.
- Félix de Savoie (1604-1643), marquis de Baldissero-d'Alba, fils du duc Charles-Emmanuel Ier de Savoie.
- Charles de Remoncourt (1606-1648), primat de Lorraine, fils de Charles III de Lorraine.
- Antoine de Bourbon-Bueil (1607-1632), comte de Moret, fils légitimé d'Henri IV, roi de France et de Jacqueline de Bueil.
- Jeanne-Baptiste de Bourbon (1608-1670), abbesse de Fontevraud, fille légitimée d'Henri IV, roi de France et de Charlotte des Essarts.
- Gustave Gustafsson (1616-1653), comte de Vasaborg, fils du roi Gustave II Adolphe de Suède.
- Juan José d'Autriche (1629-1679), comte d'Oñate, fils de Philippe IV d'Espagne et de María Calderón.
- Wladislas-Constantin Vasa (v.1635-1698), comte Wasenau, fils du roi Ladislas IV Vasa.
- Louis d'Orléans (1638-1692), comte de Charny, fils du duc Gaston d'Orléans.
- Ulrich-Frédéric Gyldelove (1638-1704), comte de Laurwig, fils du roi Frédéric III de Danemark.
- Louis-Henri de Bourbon (1640-1703), chevalier de Soissons et comte de Noyers, fils de Louis de Bourbon, comte de Soissons et de Dreux.
- Charles-Henri de Lorraine-Vaudémont (1649-1723), prince de Vaudémont, fils de Charles IV de Lorraine et de Béatrix de Cusance.
- Gustave Karlssen (1649-1708), comte de Börringe, fils du roi Charles X Gustave de Suède.
- James Scott (1649-1685), duc de Monmouth et de Buccleuch, fils du roi Charles II d'Angleterre et de Lucy Walter.
- Charlotte FitzRoy (1650-1684), comtesse de Yarmouth, fille du roi Charles II d'Angleterre et d'Elizabeth Killigrew.
- Charles FitzCharles (1657-1680), comte de Plymouth, fils du roi Charles II d'Angleterre et de Catherine Pegge.
- Anne FitzRoy (1661-1721), comtesse de Sussex, baronne Dacre, fille du roi Charles II d'Angleterre et de Barbara Palmer.
- Charles Fitz-Roy (1662-1730), duc de Cleveland et de Southampton, fils du roi Charles II d'Angleterre et de Barbara Palmer.
- Henry FitzRoy (1663-1690), duc de Grafton, fils du roi Charles II d'Angleterre et de Barbara Palmer.
- Charles-Louis de La Baume Le Blanc (1663-1666), fils de Louis XIV et de Louise de La Vallière.
- Giuseppe de Trecesson (1664-1735), abbé de Six et de Lucedio, fils du duc Charles-Emmanuel II de Savoie.
- Charlotte FitzRoy (1664-1718), comtesse de Lichfield, fille du roi Charles II d'Angleterre et de Barbara Palmer.
- George FitzRoy (1665-1716), duc de Northumberland, fils du roi Charles II d'Angleterre et de Barbara Palmer.
- Marie-Anne de Bourbon (1666-1739), princesse de Conti, fille de Louis XIV et de Louise de La Vallière.
- Henrietta FitzJames (1667-1730), vicomtesse Galmoye, fille de Jacques II d'Angleterre et d'Arabella Churchill.
- Louis de Bourbon (1667-1683), comte de Vermandois, fils de Louis XIV et de Louise de La Vallière.
- Carlo-Francesco delle Lanze (1668-1749), comte delle Lanze et de Vinovo, fils du duc Charles-Emmanuel II de Savoie.
- Louis-Auguste de Bourbon (1670-1736), duc du Maine, fils de Louis XIV et de Madame de Montespan.
- Charles Beauclerk (1670-1726), duc de Saint-Albans, fils du roi Charles II d'Angleterre et de Nell Gwynne.
- Jacques Fitz-James (1670-1734), duc de Berwick et de Fitz-James, maréchal de France, fils du roi Jacques II d'Angleterre et d'Arabella Churchill.
- Georges VII (1670-1720), roi d'Iméréthie (1707-1711 et 1712-1713 et 1714-1720), fils du roi Alexandre IV.
- Giovanni Gonzague (1671-1743), fils de Charles III Ferdinand de Mantoue et d'Eleonora Parma.
- Louis-César de Bourbon (1672-1683), comte de Vexin, fils de Louis XIV et de Madame de Montespan.
- Charles Lennox (1672-1723), duc de Richmond et de Lennox, fils du roi Charles II d'Angleterre et de Louise-Renée de Penancoët de Keroual.
- Mary Tudor (1673-1726), comtesse de Derwentwater, fille du roi Charles II d'Angleterre et de Moll Davies.
- Louise-Françoise de Bourbon (1673-1743), princesse de Condé, fille de Louis XIV et de Madame de Montespan.
- Henry FitzJames (1673-1702), duc d'Albemarle, fils du roi Jacques II d'Angleterre et d'Arabella Churchill.
- Louise-Marie-Anne de Bourbon (1674-1681), fille de Louis XIV et de Madame de Montespan.
- Christian Gyldenlove (1674-1703), comte de Samsoë, fils du roi Christian V de Danemark.
- Louise de Maisonblanche (1676-1718), fille de Louis XIV et de Claude de Vin des Œillets.
- Manuel d'Orléans (1677-1740), duc de Castellamare, fils de Louis d'Orléans, comte de Charny (ci-avant).
- Françoise-Marie de Bourbon (1677-1749), duchesse d'Orléans, fille de Louis XIV et de Madame de Montespan.
- Louis-Alexandre de Bourbon (1678-1737), comte de Toulouse, fils de Louis XIV et de Madame de Montespan.
- Ulrich-Christian Gyldenlove (1678-1719), baron de Marselisborg, fils du roi Christian V de Danemark.
- Marie-Victoire de Savoie (1690-1766), princesse de Carignan, fille de Victor-Amédée II de Savoie et de Jeanne-Baptiste d'Albert de Luynes.
- François de Bragance (1691-1742), duc de Béja, fils roi Pierre II de Portugal.
- Sebastien de Trupel (1692-1750), abbé de Six et de Lucedio, fils du duc Emmanuel-Philibert III de Savoie.
- Jean-François de Savoie (1694-1762), marquis de Suse, fils de Victor-Amédée II de Savoie, roi de Sardaigne.
- Emmanuel-François de Bavière (1695-1747), marquis de Villacerf, fils du prince-Électeur de Bavière Maximilien II Emmanuel.
- Maurice de Saxe (1696-1750), comte de Saxe, maréchal de France, arrière-grand-père de George Sand, fils d'Auguste II de Pologne.
- Charles de Saint-Albin (1698-1764), archevêque de Cambrai, fils du duc Philippe d'Orléans.
- Michel de Bragance (1699-1724), marquis d'Arronches, fils du roi Pierre II de Portugal.
- Georges III (+1639), roi d'Iméréthie (1605-1639), fils du prince Constantin d'Iméréthie.
- Alonso Enriquez de San-Thomas (+1692), évêque de Malaga, fils du roi Philippe IV d'Espagne.
- Alexandre IV (+1695), roi d'Iméréthie (1681 et 1683-1689), fils du roi Bagrat V.
- Simon Ier (+1701), roi d'Iméréthie (1698-1701), fils du roi Alexandre IV.
- Constantin II (+1732), roi de Kakhétie (1722-1729), fils du roi Irakli Ier.

### XVIIIesiècle
- Angélique de Froissy (1700-1785), comtesse de Ségur, fille de Philippe d'Orléans et de Charlotte Desmares.
- Friedrich August Rutowski (1702-1764), comte Rutowsky, fils d'Auguste II de Pologne.
- Joseph de Bragance (1703-1756), archevêque de Braga et d'Evora, fils du roi Pierre II de Portugal.
- Jean-Georges de Saxe (1704-1774), chevalier de Saxe, fils d'Auguste II de Pologne.
- Jean-Baptiste-Victor de Grosberg-Bavière (1706-1768), comte de Grosberg-Bavière, fils du prince Joseph-Clément de Bavière, archevêque-Électeur de Cologne.
- Anna Karolina Orzelska (1707-1769), duchesse de Schleswig-Holstein-Sonderbourg-Beck, fille d'Auguste II de Pologne et de Henriette Rénard.
- Antoine-Levin de Grosberg-Bavière (1710-1757), comte de Grosberg-Bavière, fils du prince Joseph-Clément de Bavière, archevêque-Électeur de Cologne.
- Frédéric-Auguste von Cosel (1712-1770), comte von Cosel, fils de Frédéric-Auguste Ier, prince-Électeur de Saxe et roi (Auguste II) de Pologne.
- Gaspard de Bragance (1716-1789), archevêque de Braga, fils du roi Jean V de Portugal.
- Josef-Ferdinand von Salern (v.1718-1805), comte von Salern, fils du prince Ferdinand de Bavière.
- Franz-Ludwig von Holnstein (1723-1780), comte von Holstein, fils du prince-Électeur de Bavière Charles VII Albert, empereur Germanique.
- Carlo-Amadeo de Racconigi (1731-1807), chevalier de Racconigi, fils du prince Victor-Amédée de Savoie-Carignan.
- Frédéric-Guillaume de Hessenstein (1735-1808), prince de Hessenstein, fils du roi Frédéric Ier de Suède.
- Johann Ludwig von Wallmoden-Gimborn (1736-1811), fils de George II de Grande-Bretagne et d'Amélie von Wallmoden.
- Charles de Hessenstein (1737-1768), comte de Hessenstein, fils du roi Frédéric Ier de Suède.
- Charles de Vintimille (1741-1814), comte du Luc, fils de Louis XV et de Pauline-Félicité de Mailly-Nesle.
- Charles Stuart of Airdroch (1748-1820), fils du prince Charles Edouard Stuart, prétendant Jacobite (Charles III) aux Trônes d'Angleterre et d'Écosse.
- Charlotte Stuart (1753-1789), duchesse d'Albany, fille de Charles Edouard Stuart et de Clementina Walkinshaw.
- Louis-Étienne de Saint-Phar (1759-1825), comte de Saint-Phar, fils du duc Louis-Philippe d'Orléans.
- Louis-Philippe de Saint-Albin (1761-1829), comte de Saint-Albin, fils du duc Louis-Philippe d'Orléans.
- Louis-Aimé de Bourbon (1762-1787), fils de Louis XV et d'Anne Couppier de Romans.
- Carl-Friedrich von Schönfeld (1767-1834), comte von Otting und Fünfstetten, fils du prince Frédéric-Michel de Bavière, comte de Rappolstein.
- Charles-Auguste de Bretzenheim (1768-1823), prince de Bretzenheim de Regecz, fils de Charles-Théodore, prince-Électeur de Bavière.
- Charles-Louis Cadet de Gassicourt (1769-1821), fils de Louis XV et de Marie-Thérèse-Françoise Boisselet.
- Adélaïde de Saint-Germain (1769-1850), comtesse de Montalivet, fille de Louis XV et de Catherine Éléonore Bénard.
- François-Claude de Bourbon-Conti (1771-1833), marquis de Removille, fils de Louis-François de Bourbon, prince de Conti.
- François-Félix de Bourbon-Conti (1772-1840), comte de Hattonville, fils de Louis-François de Bourbon, prince de Conti.
- Carl Löwenhielm (1772-1861), fils de Charles XIII de Suède et d'Augusta Löwenhielm.
- Michał Grabowski (1773-1812), fils du roi Stanislas II de Pologne et d'Elżbieta Szydłowska.
- Georges Bagration-Imérétinsky (1778-1807), prince Bagration-Imérétinsky, fils du prince héritier Alexandre d'Iméréthie.
- Gustav-Adolf von Ingenheim (1789-1855), comte von Ingenheim, fils du roi Frédéric-Guillaume II de Prusse.
- Johann-Georges von Sontheim (1790-1860), comte von Sontheim, fils du duc Frédéric II Eugène de Würtemberg.
- Friedrich-Wilhelm von Brandenburg (1792-1850), comte von Brandenburg, fils du roi Frédéric-Guillaume II de Prusse.
- George FitzClarence (1794-1852), comte de Munster, fils du roi Guillaume IV du Royaume-Uni et de Dorothea Jordan.
- Sophia FitzClarence (1795-1837), baronne de L'Isle et Dudley, fille du roi Guillaume IV du Royaume-Uni et de Dorothea Jordan.
- Mary FitzClarence (1798-1864), fille du roi Guillaume IV du Royaume-Uni et de Dorothea Jordan.
- Frederick FitzClarence (1799-1854), lord FitzClarence, fils du roi Guillaume IV du Royaume-Uni et de Dorothea Jordan.

### XIXesiècle
- Elizabeth FitzClarence (1801-1856), comtesse d'Errol, fille du roi Guillaume IV du Royaume-Uni et de Dorothea Jordan.
- Adolphus FitzClarence (1802-1856), fils du roi Guillaume IV du Royaume-Uni et de Dorothea Jordan.
- Augusta FitzClarence (1803-1865), fille du roi Guillaume IV du Royaume-Uni et de Dorothea Jordan.
- Augustus FitzClarence (1805-1854), révérend, fils du roi Guillaume IV du Royaume-Uni et de Dorothea Jordan.
- Amelia FitzClarence (1807-1858), vicomtesse Falkland, fille du roi Guillaume IV du Royaume-Uni et de Dorothea Jordan.
- Charles Léon (1806-1881), fils de l'empereur Napoléon Ier et de Éléonore Denuelle de La Plaigne.
- Charlotte de Bourbon (1808-1886), princesse de Faucigny-Lucinge, fille légitimée de Charles-Ferdinand d'Artois, duc de Berry, et d'Amy Brown.
- Alexandre Colonna Walewski (1810-1868), fils de l'empereur Napoléon Ier et de Marie Walewska.
- Oscar Grimaldi (1814-1894), marquis des Baux, fils du prince Honoré V de Monaco.
- Ludwig-Wilhelm von Gondelsheim (1820-1872), comte von Gondelsheim und Langenstein, fils du grand-duc Louis Ier de Bade.
- Isabelle-Marie d'Alcantara Brasileira (1824-1898), duchesse de Goias, fille de l'empereur Pierre Ier du Brésil et de Domitila de Castro.
- Marie-Isabelle d'Alcantara Bourbon (1830-1896), comtesse d'Iguaçu, fille de l'empereur Pierre Ier du Brésil et de Domitila de Castro.
- Bonaventur Karrer (1839-1921)[1], fils de Napoléon III et de Maria Anna Schiess.
- Eugène Bure (1843-1910), comte d'Orx, fils de Napoléon III et d'Eléonore Vergeot.
- Alexandre Bure (1845-1882), comte de Labenne, fils de Napoléon III et d'Eléonore Vergeot[2].
- Michel-Bogdan Oginski (1848-1909), prince Oginski, fils de l'empereur Alexandre II de Russie.
- Emmanuel Guerrieri de Mirafiori (1851-1894), fils de Victor-Emmanuel II de Savoie et de Rosa Vercellana.
- Arthur Hugenschmidt (1862-1929), chirurgien-dentiste, qui d'après la rumeur serait le fils de Napoléon III et de Virginia Oldoini, comtesse de Castiglione.
- Georges Feydeau (1862-1921), fils de Léocadie Boguslawa Zalewska, épouse d'Ernest Feydeau, et de Napoléon III, dont la paternité est parfois attribuée au duc de Morny, demi-frère de Napoléon III ;
- Charles Lebœuf (24 février 1864 - 11 décembre 1941), fils de Napoléon III et de Julie Lebœuf, de son nom de scène Marguerite Bellanger, avec qui l’empereur a une liaison en 1862-1864. Des doutes existent cependant sur l’identité réelle, moins du père que de la mère. Julie Lebœuf aurait fait une fausse couche mais aurait simulé un accouchement sur ordre de l'empereur pour permettre au baron Haussmann de placer le fils de sa fille cadette, Valentine Haussmann, elle aussi enceinte de l'empereur[3]. Cependant, la paternité de Jules Hadot (1865-1937), fils de Valentine Haussmann, fut aussi attribuée à Napoléon III.
- Georges Alexandrovitch Yourievski (1872-1913), fils d'Alexandre II de Russie et d'Ekaterina Mikhaïlovna Dolgoroukova.
- Olga Alexandrovna Iourievskaïa (1873-1925), comtesse de Nassau-Meremberg, fille d'Alexandre II de Russie et d'Ekaterina Mikhaïlovna Dolgoroukova.
- Catherine Alexandrovna Iourievskaïa (1878-1959), princesse Obolensky, fille d'Alexandre II de Russie et d'Ekaterina Mikhaïlovna Dolgoroukova.
- Fernand Sanz (1881-1925), fils d'Alphonse XII d'Espagne et d'Elena Sanz.
- Benoni Depuille, fils de Napoléon III et d'Armance Depuille.
- Christian Corbière, fils de Napoléon III et de Pascalie Corbière (née en 1828), nourrice des enfants adultérins de l'empereur et épouse légitime d'Auguste Corbière, deuxième cocher de l'empereur.

### XXesiècle
- Maria Pia de Saxe-Cobourg-Bragance (1907-1995), supposée fille bâtarde du roi Charles Ier de Portugal et prétendante controversée au trône du Portugal. Filiation contestée.
- Leandro de Borbón (1929-2016), fils du roi Alphonse XIII d'Espagne et de María del Carmen Ruiz Moragas.

## Bâtards non nobles entrés dans l'histoire
- Léonard de Vinci (1452-1519), artiste italien de la Renaissance et auteur de la Joconde.
- Érasme (1469-1536), théologien hollandais et adversaire de Martin Luther.
- Alexandre Dumas fils (1824-1895), écrivain comme son père et auteur de La Dame aux camélias.
- Guillaume Apollinaire (1880-1918), poète français.
- Olympe de Gouges (1748-1793), féministe française.

## Autres bâtards ayant acquis une position sociale
- Charles de Flahaut (1785-1870), fils illégitime de Talleyrand.
- Charles de Morny (le duc de Morny) (1811-1865), fils illégitime de Charles de Flahaut et d'Hortense de Beauharnais et frère utérin du futur empereur des Français Napoléon III. Charles de Flahaut était lui-même fils illégitime de Talleyrand.
- Benjamin von Grützner (1901-1942) dit La Bûche, fils illégitime du peintre Eduard von Grützner, receleur de faux tableaux attribués à son père.

## Bâtards dans la fiction
- Jon Snow, l'un des personnages principaux du Trône de fer de George R. R. Martin
- Fitz, héros de la série l'Assassin Royal de Robin Hobb